# 中国—哈萨克斯坦关系
中国—哈萨克斯坦关系，简称中哈关系，是指歷史上的中國和哈薩克、以至中华人民共和国和哈薩克斯坦共和国之間的雙邊關係。自從两国於1992年建交後，两国在政治、经济、文化等领域的关系得到了良好且稳定的发展。出自中华人民共和国外交部的新聞稿表示：哈萨克斯坦承认中华人民共和国是代表全中国的唯一合法政府，支持中国统一；而哈萨克斯坦曾經有维吾尔人集会，抗議中共「镇压」维吾尔族。。中国共产党和哈萨克斯坦執政黨祖国之光有良好的合作关系，中方曾表示高度重视两党之间的交流，並希望进一步加强與該黨的合作。
目前，中華人民共和國和哈薩克斯坦共和国均在对方首都设有大使馆。

## 歷史

### 汉朝至清朝

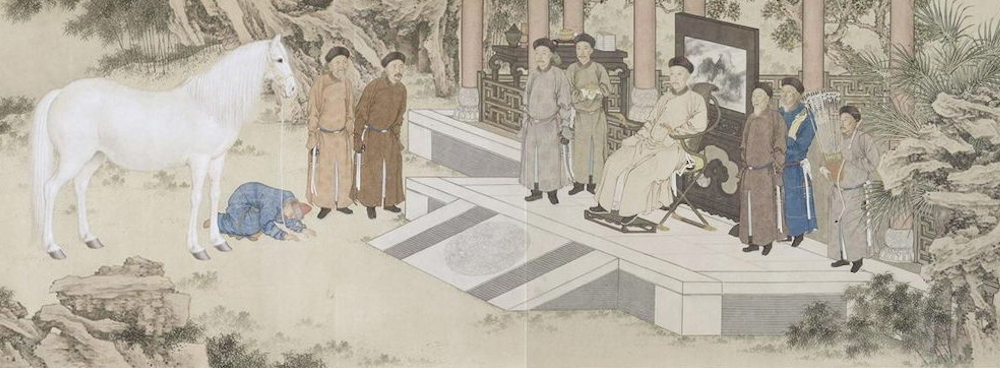
阿布赉归附清朝，派使者向乾隆帝贡马

有歷史學家指出，中國在公元前2世紀已對今哈薩克斯坦所在地区帶來影響。古代的哈薩克已和中國有淵源，該地對中西文化的交流起了關鍵作用。
汉朝時，哈萨克人的先祖之一烏孙与汉朝和亲，拉开了哈薩克人与中國交往的序幕；汉武帝时，张骞出使西域，希望乌孙打击匈奴势力，乌孙不愿服从匈奴，於是与汉朝结成联盟，共同击退匈奴。現今哈薩克斯坦的一部份曾是唐朝領土，哈薩克最大城市阿拉木圖亦包括在內，忽必烈也曾親征哈萨克。751年，唐朝軍隊在怛邏斯（今哈薩克斯坦塔拉兹附近）敗於阿拉伯阿拔斯王朝軍隊，令伊斯蘭教能從陸路傳到中國。
13世纪初，成吉思汗将也儿的石河以西的广袤草原分封给了自己的长子术赤，由此钦察草原变为了“术赤兀鲁思”，既术赤汗国。后术赤先于成吉思汗去世，术赤次子拔都继位，并于1242年长子西征胜利后在伏尔加河下游里海北岸建都萨莱，正式立国，被称为钦察汗国或金帐汗国。拔都将大致与哈萨克斯坦位置相当的区域封给了哥哥斡儿答，是为白帐汗国；将白帐汗国以北的一片区域封给了弟弟昔班，是为蓝帐汗国。:187-191金帐汗国以东的天山两侧及以南的河中地区等均是察合台汗国的属地，由成吉思汗次子察合台及其后人统治。14世纪中叶，察合台汗国分裂，其后帖木儿帝国崛起，一度称霸中亚。15世纪上半叶，帖木儿帝国趋于衰落，来自北方钦察草原上的被称为乌兹别克人的各游牧部族趁机南下占据了河中的绿洲地带。15世纪中叶，昔班的后人阿布海儿成为乌兹别克首领，他祖父是蓝帐汗易卜拉欣；术赤十三子秃花帖木儿后人白帐汗兀鲁斯的两个孙子克列与贾尼别克，因为与阿布海儿不和，率部自立，占据了锡尔河以北的草原地带，于1465年8月建立哈萨克汗国。
早在哈萨克建国之前，哈萨克人就与中国西域建立了直接联系。1456年，克列与贾尼别克投奔当时统治着中国西域的东察合台汗国，也先不花可汗将其西境七河流域的西部划给两位哈萨克汗王，这一领地的确立为哈萨克汗国的建立奠定了最初的基础。此后直到16世纪，两国曾联手对敌，互相联姻，但也曾兵戈相向。16世纪末，一支卫拉特蒙古人从西部蒙古西部草原越过阿尔泰山迁入西域，随后进入哈萨克草原。1640年，准噶尔部统一了卫拉特蒙古各部，建立准噶尔汗国；1680年准噶尔击败南疆的叶尔羌汗国，统一中国西域。17世纪末，哈萨克汗國三玉茲之二被准噶尔汗国征服，哈萨克民族面临危机；到1755年，乾隆帝出兵消灭了准噶尔的达瓦齐政权，並命人招抚哈萨克人。阿布赉統領的部落联盟对清朝出兵准噶尔表示理解和支持，派人到清军大营朝见乾隆帝；1757年，准噶尔贵族阿睦尔撒纳在叛乱失败后逃到了阿布赉处，阿布赉向清廷表示愿意擒獲阿睦尔及將他送交清廷。在追剿准噶尔残部的清军抵达巴尔喀什湖後，阿布赉归附清朝并派使者到热河行宫向乾隆帝贡马，最終在哈萨克其他大小部落在阿布赉的带动下臣属清朝；为表示嘉奖，乾隆帝册封阿布赉为汗，让他统领整个哈萨克，自此哈萨克各部落不斷向清朝朝贡；阿布賚曾遺送其子孫前往北京學習，藉此把當時中國的禮儀傳至中亞地區。
1862年，沙俄的哥薩克騎兵入侵新疆，打敗滿清駐軍，佔據58萬平方公里土地，其中包含今哈薩克的一大部分。1864年，中俄签署《勘分西北界约记》，中国西北边疆一部分领土割讓予沙俄，其後一些哈萨克部落投归中国；清政府在哈萨克人部落实行千户制，哈萨克人需要缴纳税項，並接受中央王朝直接管辖。沙皇统治时期，哈萨克大量土地被改建为移民区，牲畜数量大减，游牧的牧民生活每况愈下，因此大批哈萨克人为了生存而迁徙至中國；一战期间，沙皇政府征集哈萨克人服兵役，引起哈萨克人反抗起义，超过30万游牧牧民逃到中国，以免遭受镇压。

### 現代
中华民国大陆时期，苏联曾援助哈萨克分裂分子佔領當時中華民國在新疆的部分領土，負責防守的國軍有數萬人死傷，國民政府就此向苏联提出交涉；民国大陆时期，中华民国与苏联達成協議，合办中苏航空公司由哈密市至阿拉木圖的航線。
中華人民共和國與哈萨克斯坦於1992年1月3日起正式建交，两国有9对城市建立了友好关系，高层互访频繁，纳扎尔巴耶夫曾访问過中国19次，中华人民共和国领导人亦曾多次访问哈萨克斯坦。2001年，上海合作組織成立，此後中哈兩國之間增加了多邊關係的互動平台；两国在2005年建立战略伙伴关系，2011年，两国關係提升为全面战略伙伴关系。哈萨克斯坦独立前，中國和哈薩克之間的關係為中苏关系的一部分，由于冷战时期的中苏交恶，中国和中亚地区之间的交往短暂经历過隔绝和封闭的状态；亦是由于中苏交恶，中国在苏联时期被刻画为侵略者，這個形象在哈萨克斯坦在内的中亚民众留下较深的記憶，因此有指中国是为消除中亚民众对华的疑虑，而倡导建立上合组织，约束中国在中亚的行为，以获得哈萨克斯坦的信任。
2019年9月11日，两国宣布建立永久全面战略伙伴关系，哈萨克斯坦成为中国继俄罗斯之后第二个与之建立特殊友好关系的国家。2022年1月3日，中哈建交30周年，两国互致贺电，同时中方对哈萨克斯坦首任总统纳扎尔巴耶夫的对华政策，和“一带一路”合作给予了高度评价。

## 經贸關係

### 貿易

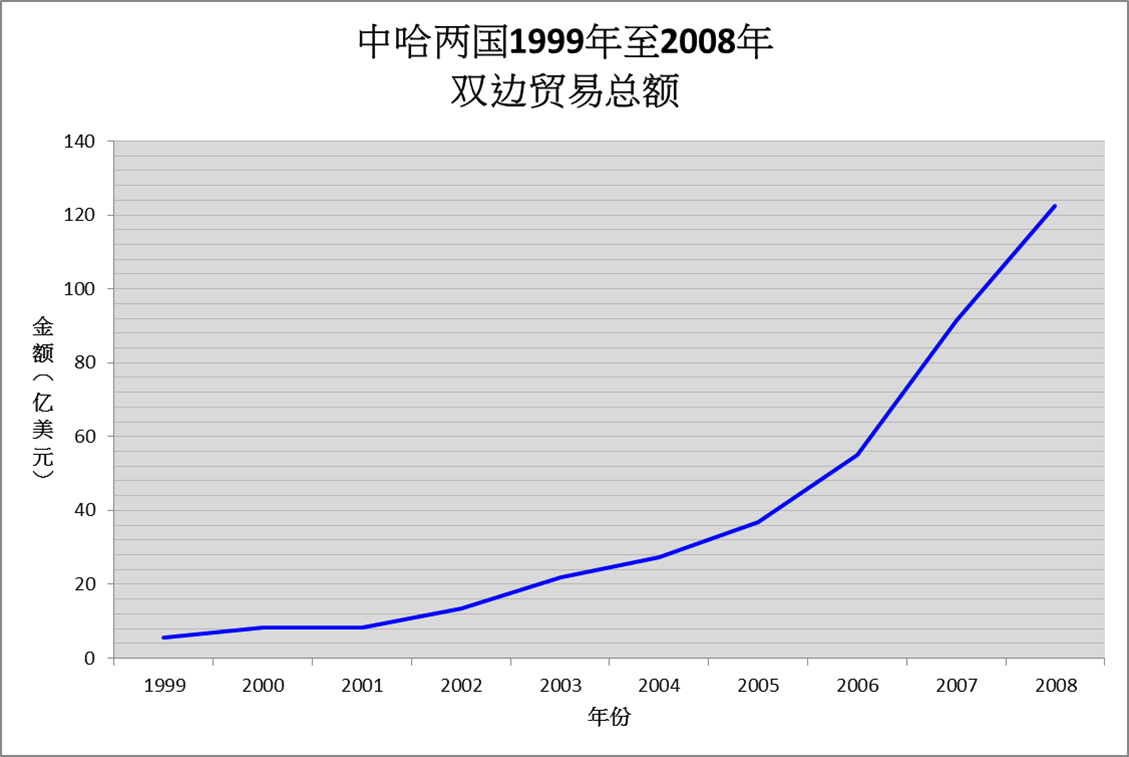
中哈两国由1999年至2008年的双边贸易总额，数据由哈萨克斯坦当局提供

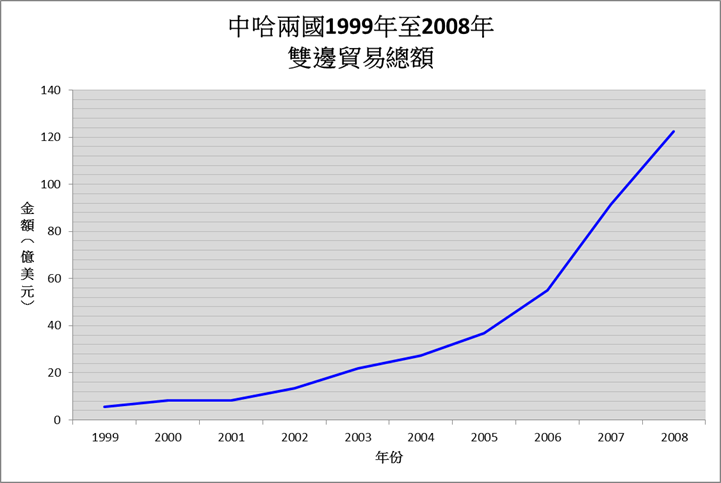
中哈兩國由1999年至2008年的雙邊貿易總額，數據由哈薩克斯坦當局提供

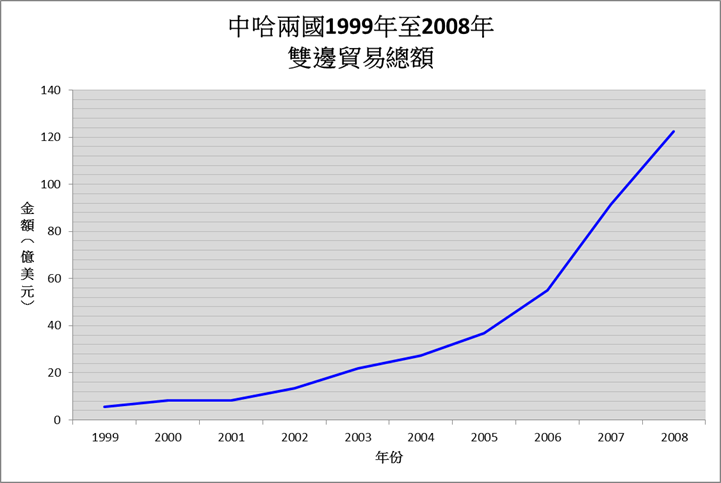
中哈兩國由1999年至2008年的雙邊貿易總額，數據由哈薩克當局提供

中哈两国建交时的雙边贸易總额只有3.7亿美元，其後在20年间增长了近70倍，两国领导人已确定贸易额在2015年上升到400亿美元的目标。2009年，哈萨克斯坦与中国的雙边贸易總额超过了該國与俄罗斯的贸易额，中国成为哈萨克斯坦的第二大贸易伙伴。2012年，兩國双边贸易總额从2001年的12.9亿美元增长到330亿美元，佔哈萨克斯坦对外贸易总额的三分之一，但近年来中哈两国之間的貿易因人民币与坚戈汇率制度改革而面臨危機。
蔬菜是中哈两国之間重要的贸易产品之一，其中中國出口到哈萨克斯坦的蔬菜品種較為豐富，巴克图－巴克特口岸农产品快速通关的“绿色通道”讓中國出產蔬菜能在20分钟內办理通关手续，但兩国並沒有簽訂有關農業合作的協議。兩国之間設有铁路：在2012年霍尔果斯站通车前，新疆唯一与哈萨克斯坦铁路接轨的口岸是阿拉山口铁路口岸，該口岸在1991年的过货量為16万吨，2011年过货量上升至1516万吨。

### 投资和能源
哈萨克斯坦因经济发展快速、政局稳定及提供优惠的引资政策而吸引許多中国企业的目光；截至2013年，中国在哈萨克斯坦的投资额為190多亿美元，投资主要是通过收购和参股进行，领域集中於石油能源，目前中国是哈萨克斯坦於東部地區發展最為迅速的石油出口目的地，中哈兩國在石油和天然氣方面合作的金額為50億美元。
中國—中亞天然氣管道長约1800公里，貫穿哈薩克斯坦和烏茲別克斯坦境內，中哈石油管道則长约3000公里；纳扎尔巴耶夫在2012年表示将推进中哈的天然气管道建设，希望工程在2014年完工，从而增加該國对中国的天然气出口。规划建设中的中亚天然气管道C线工程预计于2015年啟用，将成为哈萨克斯坦向中国输入天然气的第三条线路，届时該國对中国的天然气年输送量可达600亿立方米。俄羅斯正商討通過哈薩克斯坦阿爾泰山脈，將天然氣輸入中國。

### 其他合作和貸款
中哈兩國在制药、农业、基建等方面签订了许多协议。中共中央总书记、中国国家主席习近平在2013年提出共建「丝绸之路经济带」的倡议；對此，中國駐哈薩克斯坦大使乐玉成表示兩國必须先把整个地区的公路、铁路、航空、油气管道、通信网络乃至卫星通信等交通快速地連接起来，并确保全线畅通无阻，沿线各国需要相互包容、形成共识，以平等合作、互利共赢、共同繁荣为宗旨，共同推动丝绸之路经济带建设。其他兩国之間的合作项目包括双西公路、马伊纳克水电站、巴甫洛达尔电解铝厂等。
中國在2007年－2008年环球金融危机時曾向哈薩克斯坦提供援助，向其提供數十億美元的貸款。2013年，中哈兩國達成石油協議後，中國向哈萨克斯坦提供30億美元的貸款，予該國的石油公司開發油田。2014年末，中國人民銀行和哈薩克斯坦國家銀行簽訂有效期為3年的雙邊本幣結算與支付協議，雙邊本幣互換規模為70億元人民幣/2,000億堅戈，兩國經濟活動主體可自由決定使用人民幣或堅戈來進行一般貿易。

## 人文交流

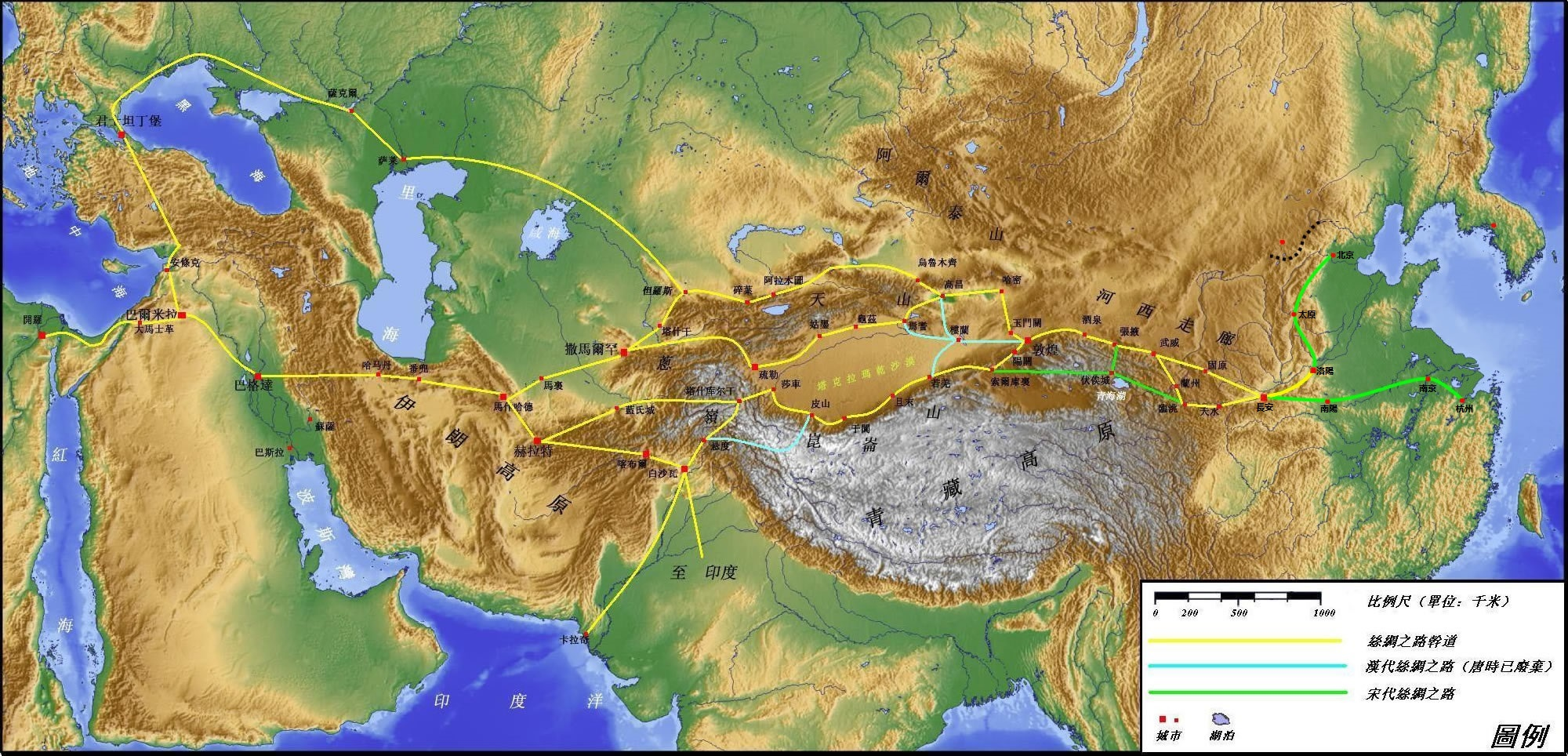
中国曾與哈萨克斯坦联合申请丝绸之路的一段成為世界文化遗产，圖中可見丝绸之路橫越兩國領土

### 艺文
有評論指，哈萨克斯坦作为中亚地区影响力最大的国家，是中国和中亚各国文化交流的重要窗口；哈萨克斯坦提倡通过合作来解决全球问题，並依靠國際组织来实现文明间的合作，該國既是中亚文明的代表，又是穆斯林文明的化身，在国际上亦具有影响力，因此中国可借助哈萨克斯坦实行人文互鉴、树立两国之間人文合作的典范，让中亚人民認識中国文化；纳扎尔巴耶夫曾表示中哈两国有长久的共同历史、相近的传统和文化，且同為多民族国家，因此两国之间的人文交流非常重要。中哈两国政府在1992年8月签署《中华人民共和国政府和哈萨克斯坦共和国政府文化合作协定》，該协定為指导两国文化交流的纲领，两国文化部以该协定为基础，舉行文化活动。
哈萨克斯坦設有四所孔子学院，其中一所名為哈萨克斯坦国立民族大学孔子学院，該学院內設立了汉语中心；北京亦曾舉行「哈萨克斯坦文化日」。新疆维吾尔自治区首府乌鲁木齐曾有哈萨克斯坦话剧表演，部分自治区领导出席观看演出，亦曾有哈萨克电影在乌鲁木齐首映。在中国的北京外国语大学、上海外国语大学、西安外国语大学等一些高等院校，也有教员教授哈萨克语。中国曾與哈萨克斯坦联合申请丝绸之路的一段成為世界文化遗产，申請其後获批。中哈两国已商議把2017年訂为两国之間的「旅游年」。
哈薩克國際通訊社網站於2014年推出中文版，樂玉成以視頻連線形式出席開通儀式並致辭；哈薩克國際通訊社的第一個國外記者站位於中國，多年來通訊社亦積極報道中國的消息，有評論指該通訊社中文網站的開通將有助兩國人民加強相互了解，從而令兩國合作更深入和有效。

### 僑民
自2000年以来，赴哈萨克斯坦的华人明显增多；2010年，有研究顯示68%的哈萨克斯坦城市人指他们的城市內有中国公民，這些受訪者中有56%人認為在他们的城市內的中国人不多，36%則指出有很多；多數受访者认为中国公民赴哈萨克斯坦的主要目的是为了寻找工作（57%）和经商（49%），亦有一定数量的受访者认为他們是为了其他目的而赴哈萨克斯坦，如结婚和定居（8%）、获得国籍（6%）和获得财产（4%）。哈萨克斯坦有約十万名百多年前從陕西西安逃到該國的東干人，他們在中国改革开放后到新疆從事贸易，又从西安引进技术，发展哈萨克经济；至於中國的哈薩克人則大多数分佈在新疆北部，亦有一小部份分佈在甘肃和青海。
根據2014年中的資料，中国有近8000名哈萨克斯坦留学生，哈萨克斯坦亦有中国留学生。

### 旅行与签证

持中華人民共和國護照的中華人民共和國公民可以免簽證的方式入境哈萨克斯坦。

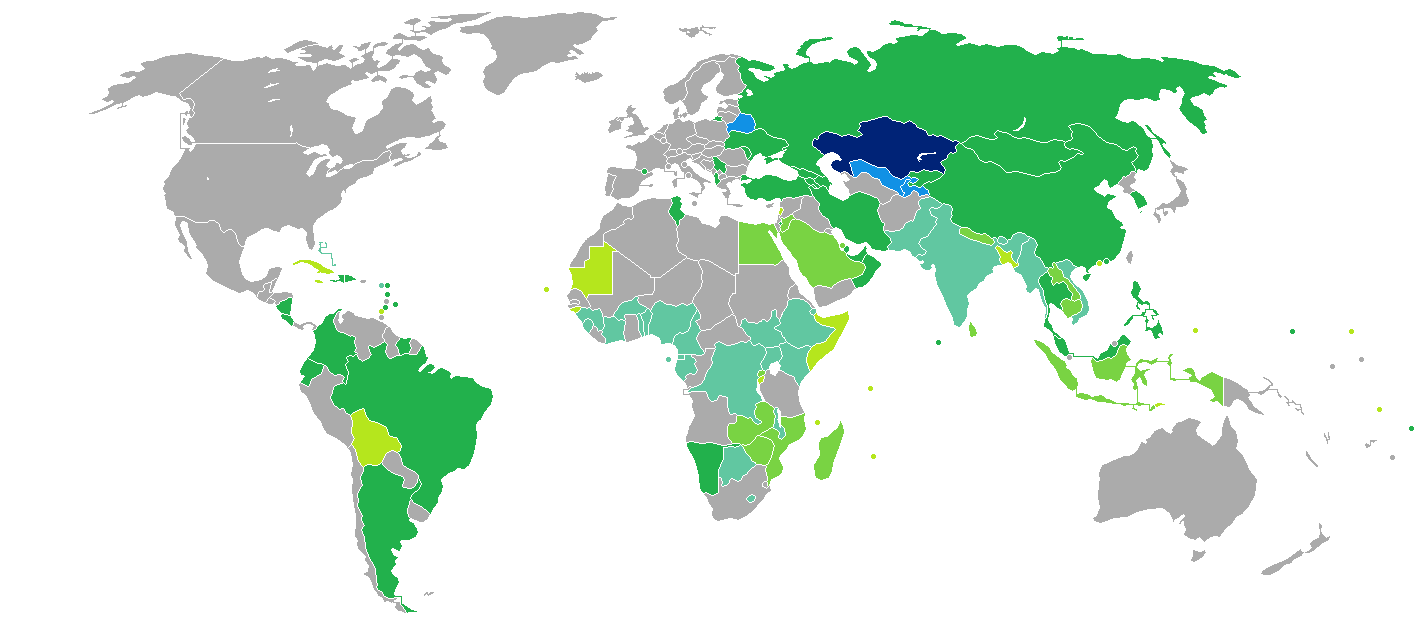
持哈薩克護照的哈薩克人口可以免簽證的方式入境中国内地。

随着中哈两国人员来往更为频繁，哈萨克斯坦政府不仅与中华人民共和国相互给予持有对方外交護照或公務護照的公民免签证入境待遇；更于2022年7月8日单方面给予持中華人民共和國護照的中華人民共和國公民可以免簽證入境，不限旅行目的，入境后14天内可在哈萨克斯坦境内自由旅行。
2023年5月17日，哈萨克斯坦总统托卡耶夫对中国进行国事访问，中哈双方在西安签署《哈中政府之间相互免签证协定》。该协议自当年11月10日生效，双方公民自入境对方之日起单次停留不超过30日，每180日累计停留不超过90日，免办签证。

## 軍事關係

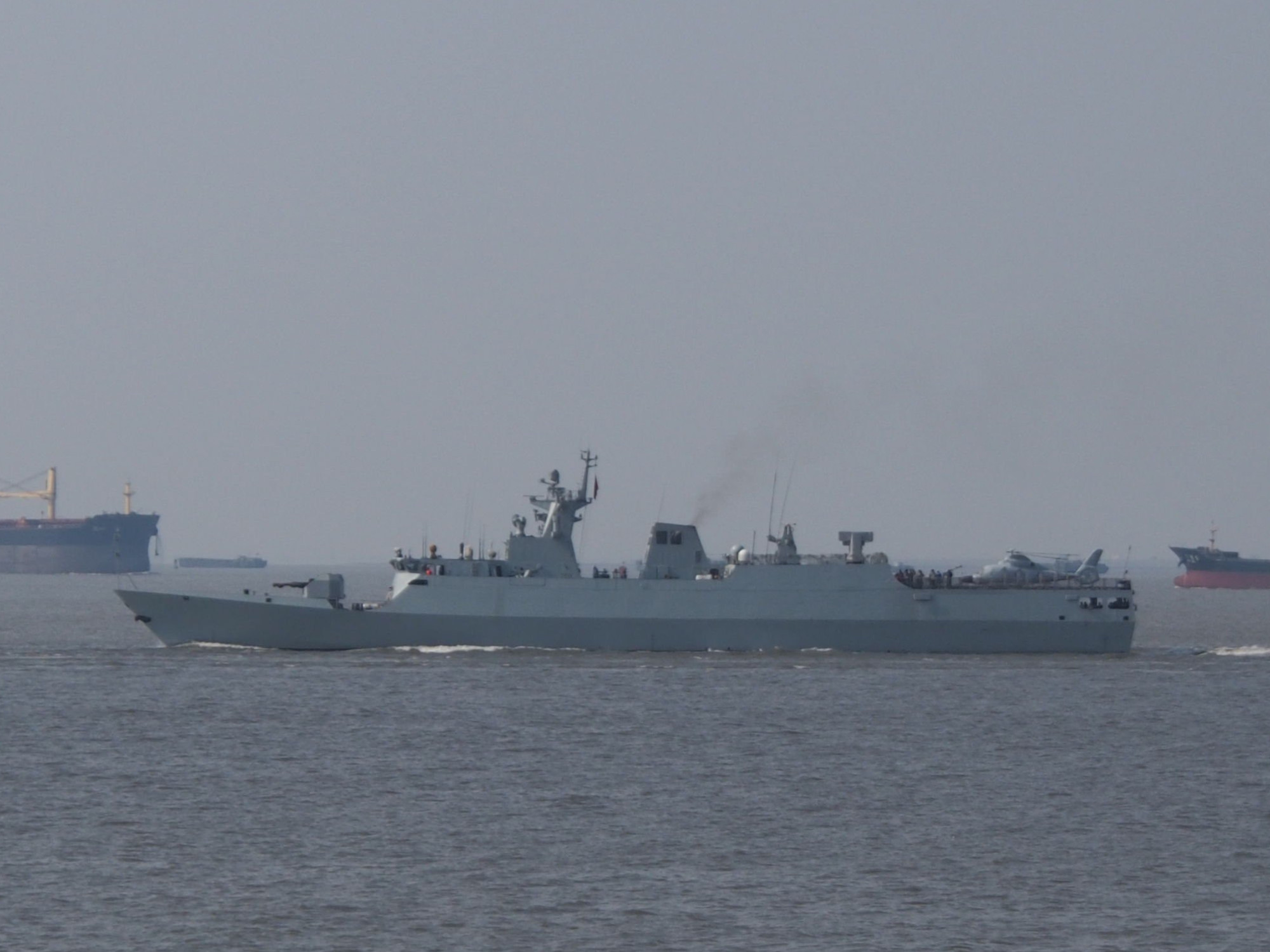
圖為一艘056型護衛艦，該艦的模型曾在哈薩克防務展中亮相

哈萨克斯坦积极发展与中国、俄罗斯、美国、土耳其等国的军事合作；近年來，中國向哈薩克斯坦提供軍事援助，亦與該國在內的中亞國家舉行以俄語為工作語言的聯合軍事演習；中國領導層指這些演習旨在打擊「三股勢力」（暴力恐怖勢力、民族分裂勢力和宗教極端勢力），以維持中亞地區和平、安全和穩定。哈薩克斯坦國防部長在2007年表示哈薩克斯坦將繼續視中俄兩國為國際軍事合作領域的戰略夥伴。
2014年，中國自行研製設計生產的056型護衛艦模型在哈薩克斯坦防務展中亮相，該艦在防務展期間得到了哈薩克海軍司令佔達貝克·佔扎科夫（General Zhandarbek Zhanzakov）的特別關注。
2014年8月，“和平使命-2014”上海合作组织成员国武装力量联合反恐军事演习在中国朱日和训练基地举行，参演国包括中国、俄罗斯、哈萨克斯坦、吉尔吉斯斯坦、塔吉克斯坦。其中，哈方是除中俄外唯一派出空军力量参演的国家。演习结束，哈方飞机回国途中，因技术问题一度在銀川河東國際機場迫降。
不過，烏克兰金融新闻网於2013年有評論虽然中国正在积极加强与中亚国家的合作，但中国为了避免其与俄罗斯的關係出現冷淡、紧张甚至冲突，因此重点與中亚国家发展经济合作而非军事合作，对中亚国家的军事影响力有限，再者由於中国奉行不干涉他国的外交政策，因此並不想成为中亚地区的「安全保证」；有軍事評論員指中亞地區是俄羅斯百年來經營、征戰才站得住腳的「主場」，中國應小心避免與俄國爭奪在中亞地區的主導權。哈薩克斯坦於2014年有計劃向俄羅斯購買導彈，有指原因是中華人民共和國國力增強引起了哈薩克斯坦的警覺，因此藉增強軍力來抗衡中國。

## 評論

### 中華人民共和國
中共中央总书记习近平曾指中哈兩國有相似的发展目标，擁有巨大的合作潜力，並指中华人民共和国會把發展中哈關係放在中国外交的优先位置；他認為兩國要积极地拓展不同领域的合作。
2014年末，中国国务院总理李克強在哈薩克斯坦的媒體上發文，指兩國領導人像「走親戚」一樣，經常互相訪問。
中国驻哈萨克斯坦大使乐玉成指出，中哈兩國建交20多年来的发展「迅速又十分平稳」，因為两国关系並没有出现过波折、起伏，两国之間亦没有重大利益分歧和無法化解的矛盾（目前中哈兩國並沒有水资源爭議外的爭議）。

### 哈萨克斯坦共和国
哈萨克斯坦总统纳扎尔巴耶夫曾表示两国是友好邻邦，一直互相理解和帮助，希望继续與中方保持高层交往，深化合作，共同维护地区的和平稳定。他又在新华网访谈中表示哈萨克斯坦在独立后「把目光投向了伟大的邻邦」，並以巨人比喻中国，又指出哈萨克斯坦注重「和东方邻居的关系」（意指中哈關係）。
哈萨克斯坦总理卡里姆·馬西莫夫曾指中哈两国是好邻居、好朋友，哈萨克斯坦愿意与中華人民共和國同舟共济。

### 其他意見
有報導指哈薩克斯坦目前似是「被狼包圍的羔羊」，「溫順地」被中華人民共和國使用石油和天然氣，報導又指中華人民共和國試圖奪去哈薩克所有的資源。

## 兩國之間的爭議

### 文化與人權問題
由於在文化與地緣的關係，哈薩克和新疆雖然民族不同卻有強烈共同情感。然而21世紀初以來所设的职业再培训中心(西方世界称之为新疆再教育营) 、对极端伊斯蘭主义所作的打壓，甚至是中国據報導拘禁新疆人民的「再教育營」，使得哈薩克的人民與當局對中共友好程度的差異擴大 ，哈薩克的維護人權倡議者也開始受到打壓 。「你的判決書是總統送給習近平的見面禮。」哈薩克總統托卡葉夫的顧問艾薩科夫（Maksat Iskakov）這麼告訴哈薩克阿塔珠爾特志願者組織創辦人賽爾克堅（Serikzhan Bilash）。

### 邊界問題

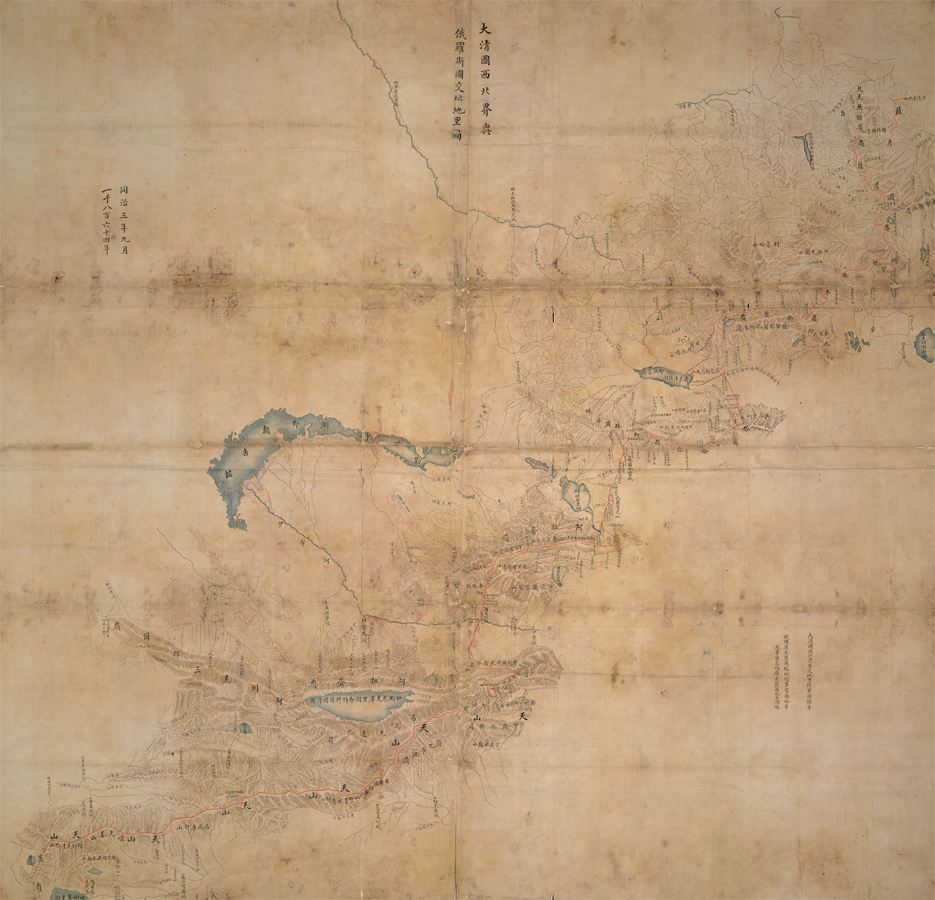
1864年中俄边界圖，顯示了部分當時的中哈边界

中哈边界全長1,770公里，边界问题備受两国领导人的高度重视，而哈萨克斯坦是中亚五国內首先和中國解决边界问题的国家。中哈边界由沙俄時期的不平等條約劃定，中方曾就此段边界與蘇聯三度談判；1994年，中国与哈萨克斯坦签署第一份关于边界问题的协定，除了一些两国未协商一致的争议地区外，其他界点已全部确定；两国又同意继续通过谈判解决边界问题，并成立联合勘界委员会，負責确定边界的确切位置、绘制详细地图等工作。1997年，中哈两国政府签署《中华人民共和国和哈萨克斯坦共和国关于中哈国界的补充协定》，以法律形式解决了除察汗鄂博、夏尔希里两個争议地区以外的所有国界划定问题；1998年6月，中国、哈萨克斯坦、俄羅斯、吉爾吉斯和塔吉克聯合起草第二份《中华人民共和国和哈萨克斯坦共和国关于中哈国界的补充协定》，中哈两国在7月簽署該协定；1999年，中、俄、哈三國在阿拉木图签署协定，正式把三国国界交界点确定在阿尔泰山脉分水岭上。1996年至2001年期间，中哈两国政府对中哈边界進行实地调查和勘查工作。兩國边界線于2002年5月10日正式生效，《中哈国界管理制度协定》规定，两国應在边界线生效满10年后应对其进行联合检查。目前，中國與哈薩克斯坦的邊界設有非軍事區。

### 水资源爭議

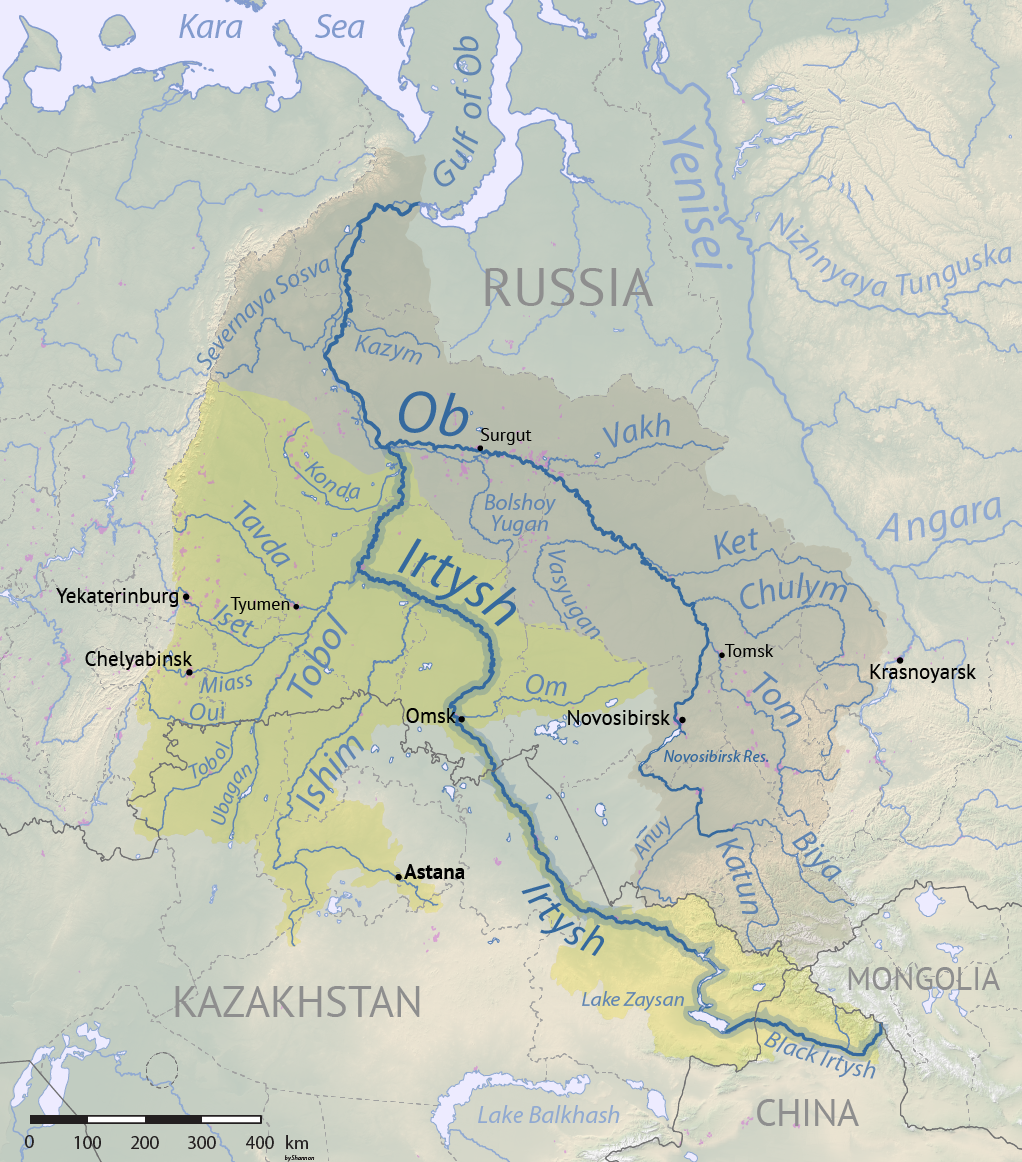
額爾齊斯河流經中國和哈薩克的一些城市

目前，與中国在水资源方面的爭議的主要中亚国家是哈萨克斯坦：跨界水资源利用成为中亚地区对外经济政策的重点，因此河流争端对中哈双方是涉及经济、政治、人文、自然保护等領域的综合问题。兩国就邊界河流法律地位的爭論從1998年持續至今。
中哈兩国共享大约二十条河流，其中最大的河流為额尔齐斯河及伊犁河；自20世纪80年代末，中国已有在此兩条河流修築渠道和引水，中国对额尔齐斯河的使用量佔该河流水资源总量的约40%，对伊犁河的使用量佔约70%；中国上述行动被指对哈萨克斯坦造成负面影响，如中国对伊犁河的使用量會引致以該河為水源的巴尔喀什湖出現缺水，威胁鱼类资源，亦会影响哈萨克南部供电、灌溉等的基础设施，哈薩克斯坦的水資源更在過去50年內減少了200億立方米；纳扎尔巴耶夫更曾於上合组织峰会上公开表示不满中国在上述兩條河流加大取水量。就此，中国於2001年同意与哈萨克斯坦建立联合河流委员会，兩国又在2011年初作出一项共享及保护河流资源的协议，並决定推进能强化共同管理水资源的计划，「中哈友谊霍尔果斯河联合引水工程」亦在同期啟動。